# Björn (naturreservat)
Björn är ett naturreservat i Kalix kommun i Norrbottens län.
Området är naturskyddat sedan 1997 och är 3,4 kvadratkilometer stort. Reservatet omfattar ön med samma namn och några mindre kobbar i östra delen av Kalix skärgård. På ön finns klapperstensfält och äldre granskog, och på kobbarna lövskog.